# Évacuation d'urgence
Pour les articles homonymes, voir Évacuation.

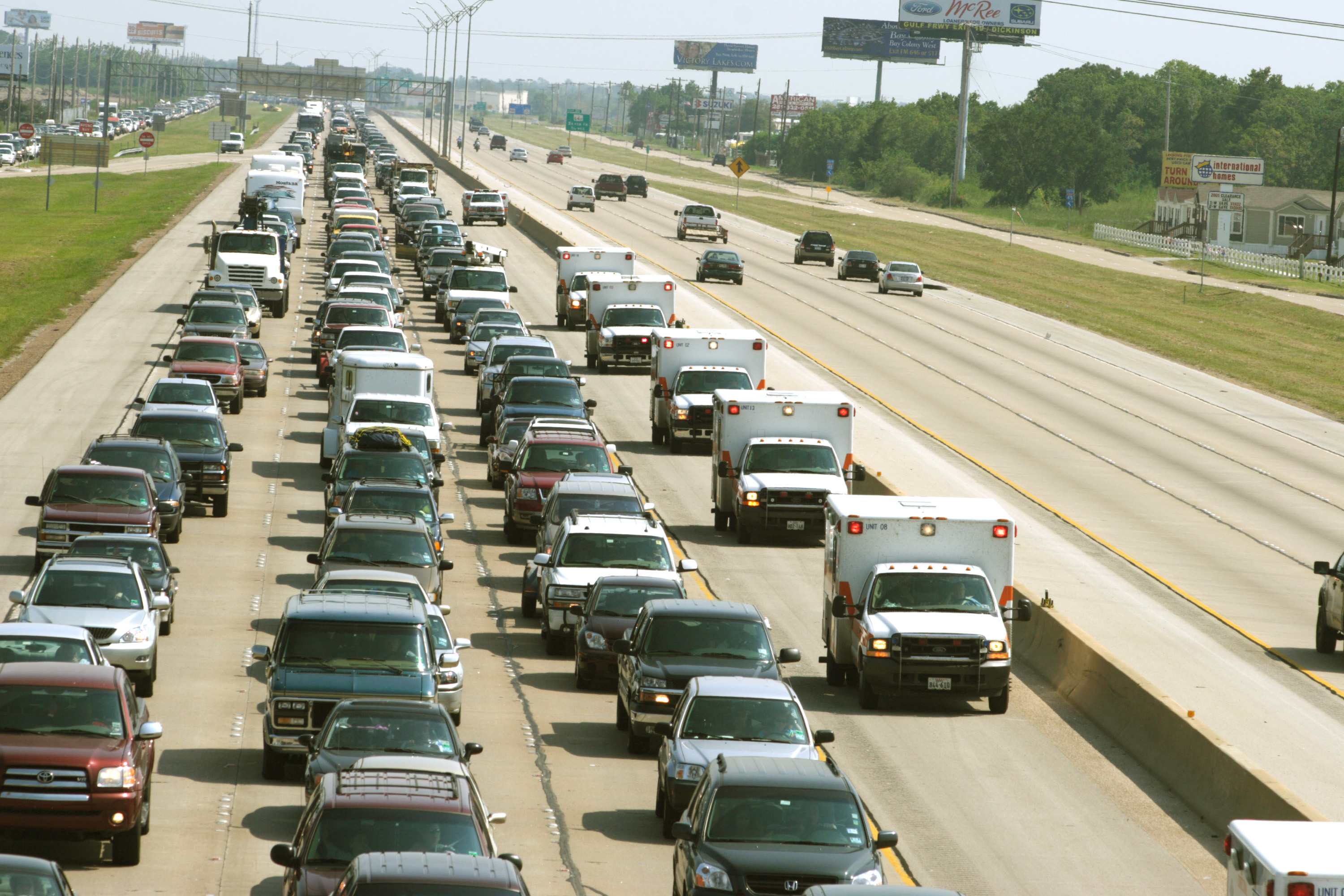
Évacuation d'urgence à Galveston, Texas, aux États-Unis pendant l'Ouragan Rita en 2005.

Une évacuation d'urgence est un mouvement organisé, rapide et immédiat de personnes écartées d'un danger. Lorsque l'évacuation n'est pas ou mal organisée, on parlera plutôt de débâcle, de débandade ou de fuite.
De telles évacuations peuvent être décidées par des pouvoirs publics, civils ou militaires, face à une alerte à la bombe, un incendie, une inondation, l'approche d'un phénomène météorologique dangereux, un bombardement ou tout autre action guerrière. 
Dans des situations impliquant des matériels hasardeux ou contamination, les évacués peuvent être décontaminés en priorité avant d'être transportés loin d'une zone contaminée.

## Raisons des évacuations
Les évacuations peuvent être faites avant, pendant ou après des catastrophes naturelles telles que - cyclones tropicaux, éruptions volcaniques, inondations, tempêtes, séismes, tsunamis.
D'autres raisons incluent attaques militaires, catastrophes industrielles, accidents nucléaires, accidents de trafic, incluant collision entre trains ou avion, feu, bombardement, attaques terroristes, combats entre militaires, effondrement d'infrastructures et pandémies.

## Plans
Les plans d'évacuation d'urgence sont développés pour assurer une évacuation en sécurité et dans le calme de tous les résidents d'une structure, ville ou région.

## Séquence
Les séquences d'une évacuation se divisent en ces phases suivantes :
1. Détection
2. Décision
3. Alerte
4. Réaction
5. Mouvement envers une zone de refuge
6. Transport